# Callistethus morio
Callistethus morio är en skalbaggsart som beskrevs av Ohaus 1913. Callistethus morio ingår i släktet Callistethus och familjen Rutelidae. Inga underarter finns listade.